# 藏南棘蛙
藏南棘蛙（学名：Nanorana arunachalensis）一种分布于印度东北部阿鲁纳恰尔邦（争议地区，即中国藏南地区），隶属于叉舌蛙科倭蛙属。本种发表划归臭蛙属（Odorrana），2019年中国研究人员依据原始描述和照片对该物种进行了仔细的对比分析和讨论, 认为发表时描述的关键形态特征与模式标本照片特征不符，对该物种的属级分类鉴别有误，实际应为倭蛙属物种。

## 形态特征
藏南棘蛙体型中等，雄蛙体长31.61～56.59毫米，雌蛙体长81.33毫米左右。身体背部光滑，呈绿色，散布黑点；眼间有一条明显的黑带，体侧有一条不连续的黑带；四肢背部有黑绿相间的条纹（条块）；腹部整体为白色，上部及前肢有杂色。